# Els olchis
Els olchis (originalment en anglès, The Ogglies) és una pel·lícula alemanya d'animació del 2021, dirigida per Toby Genkel i Jens Møller. En la història, els olchis, uns éssers que fan pudor, aterren a l’abocador de Pestilàndia, on se senten com a causa, però tindran el repte de salvar la ciutat. S'ha doblat al català.

## Sinopsi
Els olchis busquen un lloc on viure, però fan tanta pudor que no són benvinguts enlloc. La majoria d’humans no els volen perquè aquests animalons es deleixen pels excrements. Quan el drac de la família aterra a l'abocador de Pestilàndia, els olchis per fi se senten com a casa. Amb tot, encara hauran de demostrar al veïnat que junts poden salvar la ciutat.